# Сексмит (Алберта)
Сексмит (енгл. Sexsmith) је варошица у северозападном делу канадске провинције Алберта, удаљена 24 км северно од града Гранд Прери. Налази се у оквирима статистичке регије Северна Алберта.
Насеље је основано 1916. паралелно са доласком железнице у тај крај, а име је добило по једном од првих трапера у том подручју Дејвиду Сексмиту. Насеље је 1929. добило статус села, а 1979. и статус варошице.
Лежи у веома плодном подручју погодном за узгој житарица. Тако је током тридесетих година прошлог века у насељу постојало 8 великих силоса за жито а насеље је красио епитет Британске царске престонице житарица. У периоду између 1939. и 1949. у овом подручју је произведено више житарица него у било ком другом делу тадашњег британског царства.
Према подацима пописа становништва из 2011. у варошици је живело 2.418 становника у 848 домаћинстава, што је за 22,8% више у односу на стање из 2006. када је регистровано 1.969 житеља тог места.

## Становништво
| 2006. | 2011. |
| ----- | ----- |
| 1.959 | 2.418 |